# Djebel Bargou
Der Djebel Bargou (arabisch جبل برقو) ist ein maximal 1266 m hoher Bergzug im Gouvernement Siliana im Norden Tunesiens.

## Lage
Der etwa 8 km lange Bergzug des Djebel Bargou befindet sich etwa 100 km (Luftlinie) südwestlich von Tunis bzw. etwa 20 km östlich der Provinzhauptstadt Siliana. Östlich wird er begleitet vom deutlich längeren, aber mit 1357 m nur wenig höheren Djebel Serj.

## Geologie
Das von Südwesten nach Nordosten verlaufende Kalkstein-Gebirge zählt zu den zahlreichen nordöstlichen Ausläufern des Atlasgebirges, die in ihrer Gesamtheit auch ‚tunesischer Rücken‘ (dorsale tunisien) genannt werden.

## Besteigung
Eine Besteigung des Bergzugs ist möglich; sie wird jedoch wegen der vorherrschenden Hitze nur selten unternommen. In den karstigen, aber teilweise bewaldeten Hängen des Berges befinden sich viele Höhlen, in denen auch Fledermäuse Unterschlupf finden. Außerdem leben hier verwilderte Rinder, Wildschweine und Füchse.

## Sehenswürdigkeiten
Behauene Steine einer antiken Ölpresse und das verlassene Dorf Bhirine lassen sich am besten mit einem örtlichen Führer finden bzw. erkunden.